# ایرج مظفری
ایرج مظفری بازیکن سابق تیم ملی والیبال مردان ایران و مربی سابق تیم ملی نوجوانان ایران است. مظفری در حال حاضر به عنوان کارشناس و مربی والیبال فعالیت می‌کند. وی در مجموع ۱۲ سال پیراهن تیم‌های ملی نوجوانان، جوانان و بزرگسالان را بر تن کرد و در رده باشگاهی نیز در تیم‌های فجر سپاه پاسداران، آبگینه قزوین، راه آهن تهران، پرسپولیس تهران، دخانیات تهران، بازیافت تهران و قند شیروان بازی کرد.
مظفری در سال ۱۳۶۵ به عضویت تیم ملی جوانان درآمد و به مدت ۴ سال کاپیتان تیم‌های ملی جوانان الف و ب بود و بعد از آن به تیم ملی بزرگسالان دعوت شد و جمعاً ۱۲ سال در تیم‌های ملی حضور داشت. وی در سال ۱۳۶۶ در رشته مهندسی شیمی دانشگاه صنعتی شریف پذیرفته شد. او در سال ۲۰۱۱ میلادی هدایت تیم ملی نوجوانان را بر عهده گرفت و توانست مقام قهرمانی مسابقات قهرمانی نوجوانان آسیا را به دست آورد. همچنین در تیم‌های داماش گیلان و شهرداری یاسوج نیز به مربیگری پرداخت.او هم اکنون در کشور کانادا ساکن هست و به مربی گری میپردازد.

## دیگر
مظفری اگر چه آوازه بین‌المللی بازیکنی مثل بهنام محمودی را نداشت، اما به تأیید اکثریت قریب به اتفاق کارشناسان و خبرگان، یکی از تعیین کننده‌ترین بازیکنان دو دهه اخیر والیبال ایران بوده‌است، کسی که در دوران اوج به تنهایی بیش از ۴۰درصد کار تیمهای باشگاهی و ملی را به دوش می‌کشید.
او همواره از عملکرد اسلوبودان کواچ، سرمربی تیم ملی والیبال مردان ایران حمایت کرده‌است.
به اعتقاد مظفری استان گلستان به عنوان مهد والیبال ایران شناخته می‌شود و این رشته ورزشی کاملاً با گوشت و خون مردم ورزش‌دوست این منطقه عجین شده‌است.
از ایرج مظفری بارها در گزارش مسابقات رسمی والیبال به عنوان کارشناس دعوت شده‌است.
او با عنوان کارشناس والیبال در پخش زنده مسابقه والیبال بین تیم‌های «میزان خراسان» و «شهرداری تبریز» از شبکه جام جم، حضور داشت.
ایرج مظفری در ۱۵ بهمن‌ماه ۱۳۹۳ در مصاحبه با صدای آمریکا به ارزیابی لیگ برتر والیبال ایران و تیم ملی والیبال مردان ایران پرداخت.

## دست‌آوردهای فردی

### بازیکن
- بهترین اسپکر جام یک راکشو پاکستان
- کاملترین بازیکن مسابقات مجارستان
- کاملترین بازیکن مسابقات جام صوفیه بلغارستان
- بهترین اسپکر مسابقات آسیایی کره جنوبی
- چهار سال پیاپی به عنوان بهترین بازیکن مسابقات لیگ برتر

### مهاجرت
مظفری در سال ۱۳۹۴ از ایران به کانادا مهاجرت کرد و هم‌اکنون کلاسهای آموزشی والیبال را در شهر ونکوور شمالی، با نام توپ و تور برگزار می‌کند. همچنین وی با همکاری دانشگاه بریتیش کلمبیا نیز کلاس‌های فنی برگزار می‌کند.